# ミハウ・ゴゴール
ミハウ・ミェシュコ・ゴゴール（Michał Mieszko Gogol, 1985年4月23日 - ）は、ポーランドのバレーボール指導者。

## 来歴
選手時代はKS Morze Bałtyk Szczecin (pl) の選手としてプレー。
2007年にマルコ・ボニッタ率いるポーランド女子代表のアナリストを務め、2008年からはAZSチェンストホバのコーチ、2011年からはアセコ・レソヴィアのアナリストを務めた。
2016年、Stocznia Szczecinの監督に就任した。
2017年、ポーランド男子代表監督のフェルディナンド・デジョルジが辞任した際、代表監督候補となった。実際には監督に就任したヴィタル・ヘイネンのもとでコーチを務めた。
2019年、ロベルト・ピアッツァの後任としてスクラ・ベウハトゥフの監督に就任。
2023年、ジェイテクトSTINGSの監督に就任した。
2025年、監督を退任しテクニカルアドバイザーに就任。

## 所属チーム

### 選手
- KS Morze Bałtyk Szczecin (pl) （2005-2008年）

### 指導者（クラブチーム）
- AZSチェンストホバ（英語版） コーチ（2008-2011年）
- アセコ・レソヴィア（英語版）アナリスト（2011-2016年）
- Stocznia Szczecin 監督（2016-2018年）
- AZSオルシュティン（英語版） 監督（2018-2019年）
- スクラ・ベウハトゥフ 監督（2019-2021年）
- ジェイテクトSTINGS/ジェイテクトSTINGS愛知 監督（2023-2025年）
- ジェイテクトSTINGS愛知 テクニカルアドバイザー（2025年-）

### 指導者（代表チーム）
- ポーランド女子代表 アナリスト（2007-2008年）
- U23ポーランド代表 コーチ（2016年）
- ポーランド男子代表 コーチ（2018-2021年）
- ドイツ女子代表 コーチ（2022年）
- ラトビア男子代表 監督（2022-2023年）